# Yoo In-na
Đây là một tên người Triều Tiên, họ là Yoo.
Yoo In-na (tiếng Hàn: 유인나, sinh ngày 5 tháng 6 năm 1982) là một diễn viên người Hàn Quốc. Cô được mọi người biết đến qua vai diễn Yoo In-na trong High Kick Through the Roof (2009), Im Ah-young trong Secret Garden (2010), và đặc biệt là vai diễn Choi Hee-jin trong bộ phim Queen In-hyun's Man (2012) đánh dấu sự thành công của cô trên màn ảnh nhỏ. Ngoài ra, Yoo In-na còn là một DJ cho chương trình radio được đánh giá cao Let's Crank Up the Volume.

## Sự nghiệp
Năm 1998, Yoo In-na gia nhập công ty quản lý với vai trò là ca sĩ thực tập, và sắp sửa trở thành thành viên của một ban nhạc nữ. Nhưng sau 11 năm và thay đổi 5 công ty quản lý, cô vẫn không đạt được thành công. In-na nói, cô gặp khó khăn trong việc ghi nhớ các bước nhảy, điều quan trọng cần thiết đối với một ca sĩ K-pop, và sau quá trình tập luyện vất vả 8 tiếng/ngày, 6 ngày/tuần, cô đã từ bỏ.
Năm 2006, Yoo In-na gia nhập công ty quản lý YG Entertainment với vai trò là một diễn viên. Cô nói, "Vì không phát triển sự nghiệp ca hát nên tôi quyết định thử sức với diễn xuất bởi nó có vẻ rất thú vị. Tôi không nghĩ về nó như kiểu mình đã từ bỏ. Rất nhiều bạn của tôi đã từ bỏ dù họ xinh đẹp và tài năng hơn tôi". Vai diễn đầu tiên của cô là Yoo In-na trong bộ phim sitcom High Kick Through the Roof (2009) trên đài MBC. Sau đó, cô đảm nhận vai bạn thân của nữ chính trong bộ phim Secret Garden (2010) trên đài SBS. Vai diễn này cũng mang về cho In-na giải thưởng nghệ thuật Baeksang hạng mục "Nữ diễn viên triển vọng".
Yoo In-na từng là MC cho chương trình Night of TV Entertainment từ 3 tháng 3 năm 2011 đến 4 tháng 6 năm 2012, nhờ đó đã mang lại cho cô giải Best Variety Entertainer ở lễ trao giải SBS Entertainment Awards. Hiện In-na đang là DJ cho chương trình radio được đánh giá cao Let's Crank Up the Volume.
Yoo In-na lần đầu tiên trình bày giọng ca của mình trong đĩa đơn của Humming Urban Stereo năm 2011, ca khúc "You, That Day (넌 그날)". In-na cũng trình bày một số ca khúc trong soundtrack của bộ phim My Black Mini Dress (2011) với các bạn diễn Yoon Eun-hye, Park Han-byul và Cha Ye-ryun. Bộ phim nói về cuộc sống, tình yêu và sự nghiệp của bốn người bạn tuổi đôi mươi.
Năm 2012 đã đem lại cho Yoo In-na vai chính đầu tiên trong sự nghiệp diễn xuất của mình, đó là vai diễn trong bộ phim truyền hình Queen In-hyun's Man của đài tvN. Bộ phim kể về học giả Kim Boong-do (Ji Hyun-woo) du hành xuyên thời gian từ thời Joseon (1392–1910) đến năm 2012. Trong cuộc hành trình, anh đã phải lòng Choi Hee-jin (Yoo In-na), cô gái thủ vai nữ hoàng In-hyun trong một sê-ri truyền hình.
 Năm 2013, cô tiếp tục tham gia diễn xuất trong bộ phim truyền hình gia đình You're the best Lee Soon-shin, và vào cuối năm 2013, đầu năm 2014 cô tham gia vào bộ phim truyền hình gây sốt You came from the stars. Thành công của bộ phim đã mang lại nhiều sự nổi tiếng hơn của cô đối với khán giả khắp nơi, trong đó có Trung Quốc.
Tháng 3 năm 2014, Yoo In-na tham gia làm MC cho chương trình truyền hình chăm sóc sắc đẹp Get It Beauty trên kênh truyền hình cáp OnStyle. Vào cuối năm 2014, Yoo in na debut tại Trung Quốc với vai chính trong bộ phim điện ảnh Wedding bible cùng Cao Dĩ Tường tại Thượng Hải.
Năm 2015, Yoo In-na trở thành một thành viên trong show truyền hình về thời trang Fashion King của đài SBS. Cô cũng đã trở thành đại sứ cho dự án Lớp Học Làm Phim Toto tại Việt Nam và có nhiều hoạt động với các học sinh yêu thích phim ảnh tại Việt Nam.
Năm 2016, Yoo In-na tham gia phim One more happy ending trong vai trò là 1 trong 4 thành viên nhóm nhạc nổi tiếng. Bộ phim nói về cuộc sống của các thành viên khi họ tan rã và phải đối diện với hiện thực cuộc sống riêng của từng người.
Đến cuối năm 2016 – đầu năm 2017 Yoo In Na tiếp tục tham gia phim Yêu tinh – đây là 1 bộ phim nổi tiếng được chú ý ngay cả trước khi bấm máy. Quy tụ dàn diễn viên thực lực Gong Yoo, Kim Go-eun, Lee Dong-wook, cùng đội ngũ biên kịch tài năng Kim Eun Sook đã tạo nên tác phẩm thành công vang dội.

## Cuộc sống
Ngày 7 tháng 6 năm 2012, trong một cuộc họp fan chiếu tập cuối cùng của bộ phim Queen In-hyun's Man, Ji Hyun-woo đã làm ngạc nhiên không chỉ giới truyền thông mà còn cả những người ở buổi họp báo khi bày tỏ tình cảm của mình với Yoo In-na. Mặc dù lúc đầu Yoo in na có hơi lúng túng, khéo léo từ chối nhưng 18-06-2012 Yoo In-na cũng xác nhận thông tin hẹn hò với Ji Hyun-woo qua radio, hứa hẹn sẽ là một trong những cặp đôi đẹp nhất showbiz Hàn trong năm 2012.
Ngày 14-05-2014, tạp chí Donga đăng tin Ji Hyun Woo và Yoo in na chia tay, không lâu sau đó công ty đại diện YG Entertainment đã chính thức thừa nhận 2 người đã chia tay nhưng không nói rõ thời gian và lý do chia tay. Trước đó 18-12-2013, tin đồn chia tay của 2 người đã rộ lên nhưng YG Entertainment phủ nhận, ngày 6-5-2014 khi Ji Hyun Woo xuất ngũ đã không nhắc đến Yoo in na cũng đã làm rộ lên tin đồn chia tay và YG Entertainment cũng tiếp tục phủ nhận, nhưng cuối cùng YG Entertainment cũng xác định 2 người chia tay khiến nhiều fan của họ khá thất vọng.
Yoo In Na cũng được biết đến là người bạn thân thiết của nữ ca sĩ solo IU. Họ gặp nhau lần đầu tiên khi tham dự chương trình Heroes của SBS. Mặc dù khoảng cách tuổi tác giữa 2 người là khá lớn (11 tuổi) nhưng cả hai luôn cho thấy tình cảm đặc biệt và thân thiết của họ. Trong một cuộc phỏng vấn, Yoo In Na cho biết IU giống như là một em gái hàng xóm của cô, người mà cô có thể rủ đi ăn bánh gạo bất cứ lúc nào. Cô cũng cho biết IU đôi khi trưởng thành hơn cô và cho cô những lời khuyên hữu ích cũng như an ủi cô khi tinh thần đi xuống. Họ cũng đã xuất hiện cùng nhau trong nhiều show truyền hình và tham gia cùng nhau vào bộ phim The Best Lee Soon Shin với mối quan hệ là chị em trong gia đình. Tình bạn của hai cô gái được coi là một trong những tình bạn đẹp đẽ hiếm có của showbiz Hàn Quốc với khoảng cách chênh lệch tuổi tác của cả hai.

## Danh sách phim tham gia

### Phim truyền hình
| Năm  | Tên                                                      | Vai diễn                   | TV Network |
| ---- | -------------------------------------------------------- | -------------------------- | ---------- |
| 2009 | Gia đình là số một (phần 2) (High Kick Through the Roof) | Yoo In-na                  | MBC        |
| 2010 | Secret Garden                                            | Im Ah-young                | SBS        |
| 2011 | The Greatest Love                                        | Kang Se-ri                 | MBC        |
| 2011 | Birdie Buddy                                             | Lee Gong-sook              | tvN        |
| 2012 | Lá bùa hộ mệnh (Queen In-hyun's Man)                     | Choi Hee-jin               | tvN        |
| 2013 | You're the Best, Lee Soon-shin                           | Lee Yoo-shin               | KBS2       |
| 2013 | Potato Star                                              | Cameo tập 4 (Cô gái đi bộ) | tvN        |
| 2013 | You Came From the Stars                                  | Yoo Se-mi                  | SBS        |
| 2014 | My Secret Hotel                                          | Nam Sang Hyo               | tvN        |
| 2015 | "We Broke Up"                                            |                            | CJ         |
| 2016 | Yêu tinh                                                 | Sunny / Kim Sun            | tvN        |
| 2018 | Top Star U-back (Top star Yoo Baek)                      | Cameo (tập 5)              | tvN        |
| 2019 | Chạm vào tim em                                          | Oh Yoon-seo / Oh Jin-shim  | tvN        |
| 2020 | Người Yêu Gián Điệp Của Tôi                              | Kang Ah Reum               | MBC        |
| 2021 | Snowdrop                                                 | Kang Chung-ya              | JTBC       |
| 2023 | Bo Ra! Deborah                                           | Bo Ra                      | ENA        |

### Phim điện ảnh
| Năm  | Tên                 | Vai diễn                |
| ---- | ------------------- | ----------------------- |
| 2006 | Arang               |                         |
| 2010 | The Fair Love       | Jin-hee                 |
| 2011 | My Black Mini Dress | Min-hee                 |
| 2012 | Love Fiction        | Soo-jung / Kyung-sook   |
| 2014 | Wedding Bible       | Zhou Meili / Châu Mỹ Lệ |

### Chương trình giải trí
| Năm          | Tên                                   | Vai diễn           | Network     |
| ------------ | ------------------------------------- | ------------------ | ----------- |
| 2007         | I Am Your Pet SS1                     | Khách mời đặc biệt | Comedy TV   |
| 2010-2011    | Heroes                                | người chơi         | SBS         |
| 2011-2012    | Night of TV Entertainment             | MC                 | SBS         |
| 2011 đến nay | Yoo In-na's Let’s Crank Up the Volume | DJ                 | KBS Cool FM |
| 2013         | K-SORI Akdong                         |                    | KBS1        |
| 2013         | Little Big Hero (documentary)         | Narrator           | tvN         |
| 2013         | Strong heart Ep 67                    | Khách mời          |             |
| 2014         | Get It's Beauty                       | MC                 | On Style    |
| 2015         | The Beast and the Witch               |                    | KBS2        |
| 2015         | Fashion King                          | MC                 | SBS         |
| 2019         | 7.7 Billion In Love                   | MC                 |             |

### MV
| Năm  | Song Title        | Artist               |
| ---- | ----------------- | -------------------- |
| 2010 | "Tell Me Goodbye" | Big Bang             |
| 2010 | "In My Head"      | Brian Joo            |
| 2011 | "You, That Day"   | Humming Urban Stereo |

## Đĩa hát
| Năm  | Song Title            | Artist                                                | Album                         |
| ---- | --------------------- | ----------------------------------------------------- | ----------------------------- |
| 2011 | "You, That Day"       | Humming Urban Stereo và Yoo In-na                     | Đĩa đơn That Day              |
| 2011 | "My Black Mini Dress" | Yoon Eun-hye, Park Han-byul, Cha Ye-ryun và Yoo In-na | Nhạc phim My Black Mini Dress |

## Quảng cáo
- G-Market
- Lotte Liquor Chung Ha
- Gillette
- Maxim Top
- Nikon Camera
- Mizon
- YoGiYo
- Raven
- Charmzone
- Addiction
- Huyndai I30

## Giải thưởng và đề cử
| Năm                             | Giải                                              | Hạng mục                         | Nominated work                 | Kết quả   |
| ------------------------------- | ------------------------------------------------- | -------------------------------- | ------------------------------ | --------- |
| 2011                            |                                                   |                                  |                                |           |
| Baeksang Arts Awards lần thứ 47 | Nữ diễn viên triển vọng hạng mục phim truyền hình | Secret Garden                    | Đoạt giải                      |           |
| Korea Drama Awards lần thứ 4    | Nữ diễn viên phụ xuất sắc nhất                    | Secret Garden, The Greatest Love | Đề cử                          |           |
| SBS Entertainment Awards        | Best Variety Entertainer Award                    | Night of TV Entertainment        | Đoạt giải                      |           |
| MBC Drama Awards                | Nữ diễn viên triển vọng hạng mục phim truyền hình | The Greatest Love                | Đề cử                          |           |
| 2012                            | K-Drama Star Awards lần thứ nhất                  | Ngôi sao mới                     | Lá bùa hộ mệnh                 | Đoạt giải |
| 2013                            | KBS Drama Awards                                  | Nữ diễn viên phụ xuất sắc nhất   | You're the Best, Lee Soon-shin | Đề cử     |
| 2017                            | Drama Fever Award                                 | Nữ diễn viên phụ xuất sắc nhất   | Yêu tinh                       | Đoạt giải |